# Zhetisay Aūdany
Zhetisay Aūdany är ett distrikt i Kazakstan.   Det ligger i oblystet Sydkazakstan, i den södra delen av landet, 1 200 km söder om huvudstaden Astana.